# Bunaster uniserialis
Bunaster uniserialis är en sjöstjärneart som beskrevs av Hubert Lyman Clark 1921. Bunaster uniserialis ingår i släktet Bunaster och familjen Ophidiasteridae. Inga underarter finns listade i Catalogue of Life.